# Coco Gauff
Cori Dionne „Coco” Gauff (ur. 13 marca 2004 w Delray Beach) – amerykańska tenisistka, mistrzyni US Open 2023 i French Open 2025 w grze pojedynczej kobiet oraz French Open 2024 w grze podwójnej kobiet, finalistka French Open 2022 w grze pojedynczej i podwójnej kobiet oraz US Open 2021 w grze podwójnej kobiet, mistrzyni juniorskich turniejów wielkoszlemowych French Open 2018 w grze pojedynczej oraz US Open 2018 w grze podwójnej, druga w historii najmłodsza liderka rankingu WTA deblistek.

## Kariera tenisowa

### Kariera juniorska
W wieku 11 lat została jedną z ośmiu stypendystek fundacji Champ’Seed, należącej do trenera Sereny Williams Patricka Mouratoglou, a prowadzącej akademię w Nicei. W 2016 roku zwyciężyła w mistrzostwach USA U-16, rok później przegrała w finale juniorskiego US Open i wygrała juniorski turniej Roland Garros.

### 2018
Tenisistka zadebiutowała w rozgrywkach ITF w maju 2018 roku w Osprey na Florydzie, gdzie wygrała swój pierwszy zawodowy mecz. Bez straty seta przeszła przez trzystopniowe kwalifikacje, a w pierwszej rundzie turnieju głównego pokonała Alexandrę Perper z Mołdawii 6:2, 6:3. Odpadła w kolejnym meczu.
Na przełomie sierpnia i września zadebiutowała w turnieju wielkoszlemowym. Otrzymała dzikie karty do kwalifikacji rozgrywek singlowych i turnieju gry mieszanej (wraz z Christopherem Eubanksem). W grze pojedynczej przegrała w pierwszym meczu (z Heather Watson 4:6, 1:6), ale w mikście wygrała swój debiutancki pojedynek w turnieju wielkoszlemowym – zwycięstwo nad parą Chan Hao-ching–Henri Kontinen 6:4, 6:4. W kolejnym spotkaniu nie sprostali późniejszym finalistom turnieju Alicji Rosolskiej i Nikoli Mektić 2:6, 1:6.

### 2019
Sezon 2019 rozpoczęła na przełomie stycznia i lutego od turnieju ITF z pulą nagród 100 000 $ w Midland. W grze pojedynczej odpadła w drugiej rundzie z Rebeccą Peterson 2:6, 1:6. Do turnieju gry podwójnej zgłosiła się wspólnie z Ann Li, by po raz pierwszy w seniorskiej karierze wystartować w deblu. Młode Amerykanki zostały zatrzymane dopiero w meczu finałowym przez o wiele bardziej doświadczone Wolhę Hawarcową i Waleriję Sawinych 4:6, 0:6. Dwa tygodnie później podczas turnieju w Amerykańskim Surprise (25 000 $), wspólnie z Paige Hourigan, wygrała zmagania deblowe, rozgrywając jednego dnia zarówno półfinał i finał oraz półfinał gry pojedynczej. W singlu doszła również do finału, lecz nie sprostała w nim bardziej doświadczonej i ponaddwukrotnie starszej Sesił Karatanczewej 7:5, 3:6, 1:6.
Startowała później w turniejach ITF, aż do French Open 2019, podczas którego otrzymała dzikie karty, jako ubiegłoroczna juniorska mistrzyni, do zawodów kwalifikacji singla oraz deblowych. W eliminacjach gry pojedynczej wygrała w pierwszej rundzie z Ankita Raina 6:4, 6:4, ale w drugiej uległa Kaji Juvan 3:6, 3:6. W deblu wspólnie z Loudmillą Bencheikh przegrała z parą Han Xinyun–Wang Yafan 2:6, 3:6.
Miesiąc później otrzymała dziką kartę do turnieju kwalifikacyjnego do Wimbledonu 2019 i jako najmłodsza w historii zawodniczka przeszła eliminacje na londyńskiej trawie. W pierwszej rundzie turnieju głównego pokonała swoją idolkę Venus Williams 6:4, 6:4. W kolejnej odprawiła Magdalénę Rybárikovą 6:3, 6:3, a w trzeciej po bardzo zaciętym meczu pokonała Polonę Hercog (która rundę wcześniej wyeliminowała Madison Keys) 3:6, 7:6(7), 7:5. W walce o ćwierćfinał nie sprostała jednak późniejszej triumfatorce Simonie Halep 3:6, 3:6.
W grze mieszanej wystąpiła z Jayem Clarkiem, lecz odpadli już w pierwszej rundzie z Jeļeną Ostapenko i Robertem Lindstedtem 1:6, 4:6.
Pod koniec lipca wystartowała po raz pierwszy w karierze w turnieju organizowanym przez Women’s Tennis Association w Waszyngtonie. Przeszła przez turniej eliminacyjny, lecz odpadła w pierwszej rundzie głównej drabinki z Zariną Dijas 4:6, 2:6. Do turnieju deblowego, wspólnie z Catherine McNally, otrzymała dziką kartę. Gauff zrewanżowała się Dijas (występującej w parze ze Zhu Lin) za porażkę w singlu w pierwszej rundzie zawodów deblowych, zwyciężając 6:3, 6:2. W półfinale młode Amerykanki pokonały trzecią parę turnieju Anna Kalinska–Miyu Katō 6:1, 6:2. W meczu decydującym o triumfie nie dały szansy rozstawionym z numerem czwartym Marii Sanchez i Fanny Stollár 6:2, 6:2, odnosząc zwycięstwo w debiucie w turnieju WTA. Gauff triumfowała w turnieju w wieku 15 lat 4 miesięcy i 22 dni, stając się najmłodszą zwyciężczynią turnieju deblowego WTA od czasów Andrei Jaeger, która w 1980 roku wygrała w Toronto w wieku 15 lat 2 miesiące 7 dni.

### Kariera seniorska
W zawodach cyklu WTA Tour Amerykanka wygrała siedem turniejów w grze pojedynczej z ośmiu rozegranych finałów, w grze podwójnej natomiast zwyciężyła w dziewięciu turniejach z piętnastu rozegranych finałów. 10 czerwca 2024 zajmowała najwyższe miejsce w rankingu singlowym WTA Tour – 2. pozycję, natomiast 15 sierpnia 2022 została liderką rankingu deblistek.
W 2019 roku zdobyła pierwszy tytuł cyklu WTA Tour, wygrywając w turnieju w Linzu. W meczu finałowym pokonała Jeļenę Ostapenko 6:3, 1:6, 6:2.
W sezonie 2021 osiągnęła finał zawodów wielkoszlemowych w deblu na kortach US Open. Razem z Catherine McNally uległy Samantcie Stosur i Zhang Shuai 3:6, 6:3, 3:6.
Kolejny udział w finale rozgrywek Wielkiego Szlema zaliczyła w 2022 roku podczas French Open. Najpierw w singlu przegrała w nim 1:6, 3:6 z Igą Świątek, a dzień później w deblu w parze z Jessicą Pegulą przegrały 6:2, 3:6, 2:6 z Caroline Garcią i Kristiną Mladenovic.
W 2023 roku zdobyła pierwszy tytuł wielkoszlemowy, triumfując w meczu mistrzowskim US Open w grze pojedynczej z Aryną Sabalenką 2:6, 6:3, 6:2.
W sezonie 2024 wspólnie z Kateřiną Siniakovą zostały mistrzyniami French Open, w ostatnim meczu wygrywając z Sarą Errani i Jasmine Paolini 7:6(5), 6:3.

## Życie prywatne
Gauff zaczęła grać w tenisa w wieku 7 lat. Dorastała w Atlancie, ale potem rodzina przeniosła się na Florydę, gdzie tenisistka miała lepsze warunki rozwoju. Jej ojciec, Corey Gauff, grał w koszykówkę na Georgia State University a matka, nauczycielka Candi Gauff, trenowała lekkoatletykę (siedmiobój i bieg przez płotki) na Florida State University.

## Historia występów wielkoszlemowych
Legenda
     W, wygrany turniej
     F, przegrana w finale
     SF, przegrana w półfinale
     QF, przegrana w ćwierćfinale
     xR, przegrana w x rundzie
     Qx, przegrana w x rundzie kwalifikacji
     A, brak startu
     NH, turniej nie odbył się

### Występy w grze pojedynczej
| Australian Open        | A   | A  | 4R | 2R | 1R | 4R | SF | QF | 0 / 6  | 16 – 6  |  |  |  |  |  |  |  |  |  |  |  |  |  |  |  |  |  |
| French Open            | A   | Q2 | 2R | QF | F  | QF | SF | W  | 1 / 6  | 27 – 5  |  |  |  |  |  |  |  |  |  |  |  |  |  |  |  |  |  |
| Wimbledon              | A   | 4R | NH | 4R | 3R | 1R | 4R | 1R | 0 / 6  | 11 – 6  |  |  |  |  |  |  |  |  |  |  |  |  |  |  |  |  |  |
| US Open                | Q1  | 3R | 1R | 2R | QF | W  | 4R |    | 1 / 6  | 17 – 5  |  |  |  |  |  |  |  |  |  |  |  |  |  |  |  |  |  |
|                        |     |    |    |    |    |    |    |    |        |         |  |  |  |  |  |  |  |  |  |  |  |  |  |  |  |  |  |
| Ranking na koniec roku | 875 | 68 | 48 | 22 | 7  | 3  | 3  |    | 2 / 24 | 71 – 22 |  |  |  |  |  |  |  |  |  |  |  |  |  |  |  |  |  |

### Występy w grze podwójnej
| Australian Open        | A | A  | QF | QF | 1R | SF | A  | A | 0 / 4  | 10 – 4  |  |  |  |  |  |  |  |  |  |  |  |  |  |  |  |  |  |
| French Open            | A | 1R | 3R | 1R | F  | SF | W  | A | 1 / 6  | 17 – 5  |  |  |  |  |  |  |  |  |  |  |  |  |  |  |  |  |  |
| Wimbledon              | A | A  | NH | 3R | A  | 3R | QF | A | 0 / 3  | 7 – 3   |  |  |  |  |  |  |  |  |  |  |  |  |  |  |  |  |  |
| US Open                | A | 3R | 2R | F  | 1R | QF | A  |   | 0 / 5  | 11 – 5  |  |  |  |  |  |  |  |  |  |  |  |  |  |  |  |  |  |
|                        |   |    |    |    |    |    |    |   |        |         |  |  |  |  |  |  |  |  |  |  |  |  |  |  |  |  |  |
| Ranking na koniec roku | – | 78 | 45 | 21 | 4  | 3  | 25 |   | 1 / 18 | 45 – 17 |  |  |  |  |  |  |  |  |  |  |  |  |  |  |  |  |  |

### Występy w grze mieszanej
| Australian Open | A  | A  | A  | A | A  | A  | A | A | 0 / 0 | 0 – 0 |  |  |  |  |  |  |  |  |  |  |  |  |  |  |  |  |  |
| French Open     | A  | A  | NH | A | A  | A  | A | A | 0 / 0 | 0 – 0 |  |  |  |  |  |  |  |  |  |  |  |  |  |  |  |  |  |
| Wimbledon       | A  | 1R | NH | A | SF | A  | A | A | 0 / 2 | 3 – 2 |  |  |  |  |  |  |  |  |  |  |  |  |  |  |  |  |  |
| US Open         | 2R | A  | NH | A | A  | 1R | A |   | 0 / 2 | 1 – 2 |  |  |  |  |  |  |  |  |  |  |  |  |  |  |  |  |  |
|                 |    |    |    |   |    |    |   |   |       |       |  |  |  |  |  |  |  |  |  |  |  |  |  |  |  |  |  |
|                 |    |    |    |   |    |    |   |   | 0 / 4 | 4 – 4 |  |  |  |  |  |  |  |  |  |  |  |  |  |  |  |  |  |

### Występy juniorskie w grze pojedynczej
| Turniej         | 2017 | 2018 | Tytuły |
| --------------- | ---- | ---- | ------ |
| Australian Open | A    | 1R   | 0 / 1  |
| French Open     | A    | W    | 1 / 1  |
| Wimbledon       | Q2   | QF   | 0 / 2  |
| US Open         | F    | QF   | 0 / 2  |

### Występy juniorskie w grze podwójnej
| Turniej         | 2017 | 2018 | Tytuły |
| --------------- | ---- | ---- | ------ |
| Australian Open | A    | 1R   | 0 / 1  |
| French Open     | A    | QF   | 0 / 1  |
| Wimbledon       | A    | SF   | 0 / 1  |
| US Open         | 1R   | W    | 1 / 2  |

## Finały turniejów WTA
| Legenda                     | Legenda |
| --------------------------- | ------- |
| Wielki Szlem                |         |
| Igrzyska olimpijskie        |         |
| WTA Tour Championships      |         |
| 2009 – 2020                 |         |
| WTA Premier Mandatory       |         |
| WTA Premier 5               |         |
| WTA Premier                 |         |
| WTA International Series    |         |
| WTA 125K series (2012–2020) |         |
| od 2021                     |         |
| WTA 1000 (obowiązkowe)      |         |
| WTA 1000 (nieobowiązkowe)   |         |
| WTA 500                     |         |
| WTA 250                     |         |
| WTA 125                     |         |

### Gra pojedyncza 13 (10–3)
| Końcowy wynik | Nr  | Data                 | Turniej     | Nawierzchnia  | Przeciwniczka    | Wynik finału     |
| ------------- | --- | -------------------- | ----------- | ------------- | ---------------- | ---------------- |
| Zwyciężczyni  | 1.  | 13 października 2019 | Linz        | Twarda (hala) | Jeļena Ostapenko | 6:3, 1:6, 6:2    |
| Zwyciężczyni  | 2.  | 22 maja 2021         | Parma       | Ceglana       | Wang Qiang       | 6:1, 6:3         |
| Finalistka    | 1.  | 4 czerwca 2022       | French Open | Ceglana       | Iga Świątek      | 1:6, 3:6         |
| Zwyciężczyni  | 3.  | 8 stycznia 2023      | Auckland    | Twarda        | Rebeka Masarova  | 6:1, 6:1         |
| Zwyciężczyni  | 4.  | 6 sierpnia 2023      | Waszyngton  | Twarda        | Maria Sakari     | 6:2, 6:3         |
| Zwyciężczyni  | 5.  | 20 sierpnia 2023     | Cincinnati  | Twarda        | Karolína Muchová | 6:3, 6:4         |
| Zwyciężczyni  | 6.  | 9 września 2023      | US Open     | Twarda        | Aryna Sabalenka  | 2:6, 6:3, 6:2    |
| Zwyciężczyni  | 7.  | 7 stycznia 2024      | Auckland    | Twarda        | Elina Switolina  | 6:7(4), 6:3, 6:3 |
| Zwyciężczyni  | 8.  | 6 października 2024  | Pekin       | Twarda        | Karolína Muchová | 6:1, 6:3         |
| Zwyciężczyni  | 9.  | 9 listopada 2024     | Rijad       | Twarda (hala) | Zheng Qinwen     | 3:6, 6:4, 7:6(2) |
| Finalistka    | 2.  | 3 maja 2025          | Madryt      | Ceglana       | Aryna Sabalenka  | 3:6, 6:7(3)      |
| Finalistka    | 3.  | 17 maja 2025         | Rzym        | Ceglana       | Jasmine Paolini  | 4:6, 2:6         |
| Zwyciężczyni  | 10. | 7 czerwca 2025       | French Open | Ceglana       | Aryna Sabalenka  | 6:7(5), 6:2, 6:4 |

### Gra podwójna 16 (10–6)
| Końcowy wynik | Nr  | Data                 | Turniej     | Nawierzchnia   | Partnerka          | Przeciwniczki                          | Wynik finału      |
| ------------- | --- | -------------------- | ----------- | -------------- | ------------------ | -------------------------------------- | ----------------- |
| Zwyciężczyni  | 1.  | 3 sierpnia 2019      | Waszyngton  | Twarda         | Catherine McNally  | Maria Sanchez Fanny Stollár            | 6:2, 6:2          |
| Zwyciężczyni  | 2.  | 19 października 2019 | Luksemburg  | Twarda (hala)  | Catherine McNally  | Kaitlyn Christian Alexa Guarachi       | 6:2, 6:2          |
| Zwyciężczyni  | 3.  | 22 maja 2021         | Parma       | Ceglana        | Catherine McNally  | Darija Jurak Andreja Klepač            | 6:3, 6:2          |
| Finalistka    | 1.  | 12 września 2021     | US Open     | Twarda         | Catherine McNally  | Samantha Stosur Zhang Shuai            | 3:6, 6:3, 3:6     |
| Zwyciężczyni  | 4.  | 25 lutego 2022       | Doha        | Twarda         | Jessica Pegula     | Wieronika Kudiermietowa Elise Mertens  | 3:6, 7:5, 10–5    |
| Finalistka    | 2.  | 24 kwietnia 2022     | Stuttgart   | Ceglana (hala) | Zhang Shuai        | Desirae Krawczyk Demi Schuurs          | 3:6, 4:6          |
| Finalistka    | 3.  | 5 czerwca 2022       | French Open | Ceglana        | Jessica Pegula     | Caroline Garcia Kristina Mladenovic    | 6:2, 3:6, 2:6     |
| Zwyciężczyni  | 5.  | 14 sierpnia 2022     | Toronto     | Twarda         | Jessica Pegula     | Nicole Melichar-Martinez Ellen Perez   | 6:4, 6:7(5), 10–5 |
| Zwyciężczyni  | 6.  | 16 października 2022 | San Diego   | Twarda         | Jessica Pegula     | Gabriela Dabrowski Giuliana Olmos      | 1:6, 7:5, 10–4    |
| Zwyciężczyni  | 7.  | 17 lutego 2023       | Doha        | Twarda         | Jessica Pegula     | Ludmyła Kiczenok Jeļena Ostapenko      | 6:4, 2:6, 10–7    |
| Zwyciężczyni  | 8.  | 2 kwietnia 2023      | Miami       | Twarda         | Jessica Pegula     | Leylah Fernandez Taylor Townsend       | 7:6(6), 6:2       |
| Finalistka    | 4.  | 7 maja 2023          | Madryt      | Ceglana        | Jessica Pegula     | Wiktoryja Azaranka Beatriz Haddad Maia | 1:6, 4:6          |
| Finalistka    | 5.  | 20 maja 2023         | Rzym        | Ceglana        | Jessica Pegula     | Storm Hunter Elise Mertens             | 4:6, 4:6          |
| Finalistka    | 6.  | 19 maja 2024         | Rzym        | Ceglana        | Erin Routliffe     | Sara Errani Jasmine Paolini            | 3:6, 6:4, 8–10    |
| Zwyciężczyni  | 9.  | 9 czerwca 2024       | French Open | Ceglana        | Kateřina Siniaková | Sara Errani Jasmine Paolini            | 7:6(5), 6:3       |
| Zwyciężczyni  | 10. | 6 sierpnia 2025      | Montreal    | Twarda         | McCartney Kessler  | Taylor Townsend Zhang Shuai            | 6:4, 1:6, 13–11   |

## Występy w Turnieju Mistrzyń

### W grze pojedynczej
| Rok  | Rezultat     | Przeciwniczka                               | Wynik                         |
| 2022 | Faza grupowa | Caroline Garcia Darja Kasatkina Iga Świątek | 4:6, 3:6 6:7(6), 3:6 3:6, 0:6 |
| 2023 | Półfinał     | Jessica Pegula                              | 2:6, 1:6                      |
| 2024 | Zwycięstwo   | Zheng Qinwen                                | 3:6, 6:4, 7:6(2)              |

### W grze podwójnej
| Rok  | Rezultat     | Partnerka          | Przeciwniczki | Wynik |
| 2021 | wycofanie    | Catherine McNally  | nie wystąpiły z powodu kontuzji McNally | nie wystąpiły z powodu kontuzji McNally |
| 2022 | Faza grupowa | Jessica Pegula     | Xu Yifan Yang Zhaoxuan Desirae Krawczyk Demi Schuurs Barbora Krejčíková Kateřina Siniaková                                                                        | 4:6, 6:4, 7–10 6:3, 0:6, 5–10 2:6, 1:6 |
| 2023 | Faza grupowa | Jessica Pegula     | Gabriela Dabrowski Erin Routliffe Barbora Krejčíková Kateřina Siniaková Laura Siegemund Wiera Zwonariowa                                                          | 6:7(2), 3:6 6:3, 5:7, 6–10 6:3, 4:6, 8–10 |
| 2024 | wycofanie    | Kateřina Siniaková | Zakwalifikowały się do turnieju dzięki zwycięstwu wielkoszlemowemu (French Open 2024), ale Gauff zrezygnowała ze startu, a Siniaková wystąpiła z Taylor Townsend. | Zakwalifikowały się do turnieju dzięki zwycięstwu wielkoszlemowemu (French Open 2024), ale Gauff zrezygnowała ze startu, a Siniaková wystąpiła z Taylor Townsend. |

## Historia występów w turniejach WTA
| W  | = zwycięstwo                   |
| F  | = finał                        |
| SF | = półfinał                     |
| QF | = ćwierćfinał                  |
| xR | = x runda (x – numer rundy)    |
| LQ | = odpadła w kwalifikacjach     |
| A  | = nie uczestniczyła w turnieju |
| NH | = turniej nie odbywał się      |

| a    | Uwzględniono tylko mecze rozegrane w głównej drabince turnieju.                                                                                     |
| b    | Uwzględniono tylko turnieje, w których zawodniczka wystąpiła.                                                                                       |
|      | |
| c    | Statystyki całej kariery uwzględniają wyniki w turniejach WTA, ITF, kwalifikacjach do tych turniejów oraz spotkania rozegrane w Pucharze Federacji. |
|      | |
| Q    | Do turnieju głównego dostała się przez kwalifikacje.                                                                                                |
| P5   | Turniej w danym roku miał rangę WTA Premier 5. |
| P    | Turniej w danym roku miał rangę WTA Premier |
| 1000 | Turniej w danym roku miał rangę WTA 1000. |
| 500  | Turniej w danym roku miał rangę WTA 500. |

### W grze pojedynczej
| WTA Finals        | WTA Finals        | A             | A             | NH            | A             | RR            | SF            | W   |     | 1 / 3  | 6 – 6   |
| Turnieje WTA 1000 |                   |               |               |               |               |               |               |     |     |        |         |
| Dubaj             | Premier 5/Premier | P             | A             | P             | QF            | 500           | SF            | QF  | 2R  | 0 / 4  | 7 – 4   |
| Doha              | Premier 5/Premier | A             | P             | A             | 500           | QF            | 500           | 2R  | 2R  | 0 / 3  | 3 – 3   |
| Indian Wells      | Premier Mandatory | A             | A             | NH            | 3R            | 3R            | QF            | SF  | 4R  | 0 / 5  | 11 – 5  |
| Miami             | Premier Mandatory | A             | 2R            | NH            | 2R            | 4R            | 3R            | 4R  | 4R  | 0 / 6  | 8 – 6   |
| Madryt            | Premier Mandatory | A             | A             | NH            | 1R            | 3R            | 3R            | 4R  | F   | 0 / 5  | 10 – 5  |
| Rzym              | Premier 5         | A             | A             | 2R            | SF            | 3R            | 3R            | SF  | F   | 0 / 6  | 17 – 6  |
| Montreal/Toronto  | Premier 5         | A             | A             | NH            | QF            | QF            | QF            | 3R  | 4R  | 0 / 5  | 10 – 5  |
| Cincinnati        | Premier 5         | A             | A             | 1R            | 2R            | 1R            | W             | 2R  |     | 1 / 5  | 6 – 4   |
| Wuhan             | Premier 5         | A             | A             | Nie rozegrano | Nie rozegrano | Nie rozegrano | Nie rozegrano | SF  |     | 0 / 1  | 3 – 1   |
| Pekin             | Premier Mandatory | A             | A             | Nie rozegrano | Nie rozegrano | Nie rozegrano | SF            | W   |     | 1 / 2  | 10 – 1  |
| Guadalajara       | –                 | Nie rozegrano | Nie rozegrano | Nie rozegrano | Nie rozegrano | QF            | A             | 500 | 500 | 0 / 1  | 2 – 1   |
|                   |                   |               |               |               |               |               |               |     |     | 2 / 43 | 87 – 41 |

### W grze podwójnej
| Turniej                    | Kategoria do 2020          | 2018                       | 2019                       | 2020                       | 2021                       | 2022                       | 2023                       | 2024                       | 2025                       | Tytuły                     | Z–Pa                       |                            |                            |                            |                            |                            |                            |                            |                            |                            |                            |                            |                            |                            |                            |                            |                            |
| Mistrzostwa kończące sezon | Mistrzostwa kończące sezon | Mistrzostwa kończące sezon | Mistrzostwa kończące sezon | Mistrzostwa kończące sezon | Mistrzostwa kończące sezon | Mistrzostwa kończące sezon | Mistrzostwa kończące sezon | Mistrzostwa kończące sezon | Mistrzostwa kończące sezon | Mistrzostwa kończące sezon | Mistrzostwa kończące sezon | Mistrzostwa kończące sezon | Mistrzostwa kończące sezon | Mistrzostwa kończące sezon | Mistrzostwa kończące sezon | Mistrzostwa kończące sezon | Mistrzostwa kończące sezon | Mistrzostwa kończące sezon | Mistrzostwa kończące sezon | Mistrzostwa kończące sezon | Mistrzostwa kończące sezon | Mistrzostwa kończące sezon | Mistrzostwa kończące sezon | Mistrzostwa kończące sezon | Mistrzostwa kończące sezon | Mistrzostwa kończące sezon | Mistrzostwa kończące sezon |
| -------------------------- | -------------------------- | -------------------------- | -------------------------- | -------------------------- | -------------------------- | -------------------------- | -------------------------- | -------------------------- | -------------------------- | -------------------------- | -------------------------- | -------------------------- | -------------------------- | -------------------------- | -------------------------- | -------------------------- | -------------------------- | -------------------------- | -------------------------- | -------------------------- | -------------------------- | -------------------------- | -------------------------- | -------------------------- | -------------------------- | -------------------------- | -------------------------- |
| WTA Finals                 | WTA Finals                 | A                          | A                          | NH                         | A                          | RR                         | RR                         | A                          |                            | 0 / 2                      | 0 – 6                      |                            |                            |                            |                            |                            |                            |                            |                            |                            |                            |                            |                            |                            |                            |                            |                            |
| Turnieje WTA 1000          |                            |                            |                            |                            |                            |                            |                            |                            |                            |                            |                            |                            |                            |                            |                            |                            |                            |                            |                            |                            |                            |                            |                            |                            |                            |                            |                            |
| Dubaj                      | Premier 5/Premier          | P                          | A                          | P                          | 1R                         | 500                        | QF                         | A                          | A                          | 0 / 2                      | 1 – 2                      |                            |                            |                            |                            |                            |                            |                            |                            |                            |                            |                            |                            |                            |                            |                            |                            |
| Doha                       | Premier 5/Premier          | A                          | P                          | A                          | 500                        | W                          | 500                        | A                          | A                          | 1 / 1                      | 4 – 0                      |                            |                            |                            |                            |                            |                            |                            |                            |                            |                            |                            |                            |                            |                            |                            |                            |
| Indian Wells               | Premier Mandatory          | A                          | A                          | NH                         | QF                         | QF                         | 2R                         | QF                         | A                          | 0 / 4                      | 7 – 4                      |                            |                            |                            |                            |                            |                            |                            |                            |                            |                            |                            |                            |                            |                            |                            |                            |
| Miami                      | Premier Mandatory          | A                          | A                          | NH                         | QF                         | SF                         | W                          | 1R                         | A                          | 1 / 4                      | 10 – 3                     |                            |                            |                            |                            |                            |                            |                            |                            |                            |                            |                            |                            |                            |                            |                            |                            |
| Madryt                     | Premier Mandatory          | A                          | A                          | NH                         | 1R                         | QF                         | F                          | QF                         | QF                         | 0 / 5                      | 9 – 5                      |                            |                            |                            |                            |                            |                            |                            |                            |                            |                            |                            |                            |                            |                            |                            |                            |
| Rzym                       | Premier 5                  | A                          | A                          | 2R                         | QF                         | 1R                         | F                          | F                          | QF                         | 0 / 6                      | 13 – 6                     |                            |                            |                            |                            |                            |                            |                            |                            |                            |                            |                            |                            |                            |                            |                            |                            |
| Montreal/Toronto           | Premier 5                  | A                          | A                          | NH                         | 1R                         | W                          | QF                         | A                          | W                          | 2 / 4                      | 9 – 1                      |                            |                            |                            |                            |                            |                            |                            |                            |                            |                            |                            |                            |                            |                            |                            |                            |
| Cincinnati                 | Premier 5                  | A                          | A                          | 2R                         | 2R                         | A                          | A                          | A                          |                            | 0 / 2                      | 2 – 2                      |                            |                            |                            |                            |                            |                            |                            |                            |                            |                            |                            |                            |                            |                            |                            |                            |
| Wuhan                      | Premier 5                  | A                          | A                          | Nie rozegrano              | Nie rozegrano              | Nie rozegrano              | Nie rozegrano              | A                          |                            | 0 / 0                      | 0 – 0                      |                            |                            |                            |                            |                            |                            |                            |                            |                            |                            |                            |                            |                            |                            |                            |                            |
| Pekin                      | Premier Mandatory          | A                          | A                          | Nie rozegrano              | Nie rozegrano              | Nie rozegrano              | 2R                         | A                          |                            | 0 / 1                      | 0 – 1                      |                            |                            |                            |                            |                            |                            |                            |                            |                            |                            |                            |                            |                            |                            |                            |                            |
| Guadalajara                | –                          | Nie rozegrano              | Nie rozegrano              | Nie rozegrano              | Nie rozegrano              | QF                         | A                          | 500                        | 500                        | 0 / 1                      | 1 – 1                      |                            |                            |                            |                            |                            |                            |                            |                            |                            |                            |                            |                            |                            |                            |                            |                            |
|                            |                            |                            |                            |                            |                            |                            |                            |                            |                            | 4 / 30                     | 56 – 25                    |                            |                            |                            |                            |                            |                            |                            |                            |                            |                            |                            |                            |                            |                            |                            |                            |

## Finały turniejów ITF
| turnieje z pulą nagród 100 000 $ |
| turnieje z pulą nagród 80 000 $  |
| turnieje z pulą nagród 60 000 $  |
| turnieje z pulą nagród 25 000 $  |
| turnieje z pulą nagród 15 000 $  |
| turnieje z pulą nagród 10 000 $  |

### Gra pojedyncza 1 (0–1)
| Rezultat   |    | Data       | Turniej  | ($)    | Naw.   | Przeciwniczka      | Wynik         |
| Finalistka | 1. | 17/02/2019 | Surprise | 25 000 | Twarda | Sesił Karatanczewa | 7:5, 3:6, 1:6 |

### Gra podwójna 2 (1–1)
| Rezultat     |    | Data       | Turniej  | ($)     | Naw.          | Partnerka      | Przeciwniczki                      | Wynik           |
| Finalistka   | 1. | 02/02/2019 | Midland  | 100 000 | Twarda (hala) | Ann Li         | Wolha Hawarcowa Walerija Sawinych  | 4:6, 0:6        |
| Zwyciężczyni | 1. | 16/02/2019 | Surprise | 25 000  | Twarda        | Paige Hourigan | Usue Maitane Arconada Emina Bektas | 6:3, 4:6, 14–12 |

## Finały juniorskich turniejów wielkoszlemowych

### Gra pojedyncza (2)
| Końcowy wynik | Rok  | Turniej     | Nawierzchnia | Przeciwniczka     | Wynik finału     |
| Finalistka    | 2017 | US Open     | Twarda       | Amanda Anisimova  | 0:6, 2:6         |
| Zwyciężczyni  | 2018 | French Open | Ziemna       | Catherine McNally | 1:6, 6:3, 7:6(1) |

### Gra podwójna (1)
| Końcowy wynik | Rok  | Turniej | Nawierzchnia | Partnerka         | Przeciwniczki                  | Wynik finału |
| Zwyciężczyni  | 2018 | US Open | Twarda       | Catherine McNally | Hailey Baptiste Dalayna Hewitt | 6:3, 6:2     |

## Zwycięstwa nad zawodniczkami klasyfikowanymi w danym momencie w czołowej dziesiątce rankingu WTA
Stan na 07.08.2025
| Sezon      | 2019 | 2020 | 2021 | 2022 | 2023 | 2024 | 2025 | Łącznie |
| Zwycięstwa | 1    | 1    | 2    | 3    | 9    | 7    | 7    | 30      |

| Lp.  | Zawodnik            | Ranking | Turniej                             | Nawierzchnia  | Runda        | Wynik               |
| ---- | ------------------- | ------- | ----------------------------------- | ------------- | ------------ | ------------------- |
| 2019 |                     |         |                                     |               |              |                     |
| 1.   | Kiki Bertens        | Nr 8    | Linz, Austria                       | Twarda (hala) | QF           | 7:6(1), 6:4         |
| 2020 |                     |         |                                     |               |              |                     |
| 2.   | Naomi Ōsaka         | Nr 4    | Australian Open, Australia          | Twarda        | 3R           | 6:3, 6:4            |
| 2021 |                     |         |                                     |               |              |                     |
| 3.   | Aryna Sabalenka     | Nr 4    | Rzym, Włochy                        | Ceglana       | 3R           | 7:5, 6:3            |
| 4.   | Ashleigh Barty      | Nr 1    | Rzym, Włochy                        | Ceglana       | QF           | 4:6, 1:2 krecz      |
| 2022 |                     |         |                                     |               |              |                     |
| 5.   | Paula Badosa        | Nr 4    | Doha, Katar                         | Twarda        | 3R           | 6:2, 6:3            |
| 6.   | Karolína Plíšková   | Nr 7    | Berlin, Niemcy                      | Trawiasta     | QF           | 7:5, 6:4            |
| 7.   | Aryna Sabalenka     | Nr 6    | Toronto, Kanada                     | Twarda        | 3R           | 7:5, 4:6, 7:6(4)    |
| 2023 |                     |         |                                     |               |              |                     |
| –    | Jelena Rybakina     | Nr 10   | Dubaj, Zjednoczone Emiraty Arabskie | Twarda        | 3R           | walkower            |
| 8.   | Jessica Pegula      | Nr 4    | Eastbourne, Wielka Brytania         | Trawiasta     | QF           | 6:3, 6:3            |
| 9.   | Maria Sakari        | Nr 9    | Waszyngton, Stany Zjednoczone       | Twarda        | F            | 6:2, 6:3            |
| 10.  | Markéta Vondroušová | Nr 10   | Montreal, Kanada                    | Twarda        | 3R           | 6:3, 6:0            |
| 11.  | Iga Świątek         | Nr 1    | Cincinnati, Stany Zjednoczone       | Twarda        | SF           | 7:6(2), 3:6, 6:4    |
| 12.  | Karolína Muchová    | Nr 10   | US Open, Stany Zjednoczone          | Twarda        | SF           | 6:4, 7:5            |
| 13.  | Aryna Sabalenka     | Nr 2    | US Open, Stany Zjednoczone          | Twarda        | F            | 2:6, 6:3, 6:2       |
| 14.  | Maria Sakari        | Nr 6    | Pekin, Chiny                        | Twarda        | Ćwierćfinał  | 6:2, 6:4            |
| 15.  | Uns Dżabir          | Nr 7    | WTA Finals, Meksyk                  | Twarda        | Faza grupowa | 6:0, 6:1            |
| 16.  | Markéta Vondroušová | Nr 6    | WTA Finals, Meksyk                  | Twarda        | Faza grupowa | 5:7, 7:6(4), 6:3    |
| 2024 |                     |         |                                     |               |              |                     |
| 17.  | Zheng Qinwen        | Nr 7    | Rzym, Włochy                        | Ceglana       | QF           | 7:6(4), 6:1         |
| 18.  | Uns Dżabir          | Nr 9    | French Open, Francja                | Ceglana       | QF           | 4:6, 6:2, 6:3       |
| 19.  | Uns Dżabir          | Nr 10   | Berlin, Niemcy                      | Trawiasta     | QF           | 7:6(9), krecz       |
| 20.  | Jessica Pegula      | Nr 6    | WTA Finals, Arabia Saudyjska        | Twarda        | Faza grupowa | 6:3, 6:2            |
| 21.  | Iga Świątek         | Nr 2    | WTA Finals, Arabia Saudyjska        | Twarda        | Faza grupowa | 6:3, 6:4            |
| 22.  | Aryna Sabalenka     | Nr 1    | WTA Finals, Arabia Saudyjska        | Twarda        | SF           | 7:6(4), 6:3         |
| 23.  | Zheng Qinwen        | Nr 7    | WTA Finals, Arabia Saudyjska        | Twarda        | F            | 3:6, 6:4, 7:6(2)    |
| 2025 |                     |         |                                     |               |              |                     |
| 24.  | Iga Świątek         | Nr 2    | United Cup, Australia               | Twarda        | F            | 6:4, 6:4            |
| 25.  | Mirra Andriejewa    | Nr 7    | Madryt, Hiszpania                   | Ceglana       | QF           | 7:5, 6:1            |
| 26.  | Iga Świątek         | Nr 2    | Madryt, Hiszpania                   | Ceglana       | SF           | 6:1, 6:1            |
| 27.  | Mirra Andriejewa    | Nr 7    | Rzym, Włochy                        | Ceglana       | QF           | 6:4, 7:6(4)         |
| 28.  | Zheng Qinwen        | Nr 8    | Rzym, Włochy                        | Ceglana       | SF           | 7:6(3), 4:6, 7:6(4) |
| 29.  | Madison Keys        | Nr 8    | French Open, Francja                | Ceglana       | QF           | 6:7(6), 6:4, 6:1    |
| 30.  | Aryna Sabalenka     | Nr 1    | French Open, Francja                | Ceglana       | F            | 6:7(5), 6:2, 6:4    |

## Występy w igrzyskach olimpijskich

### Gra pojedyncza
| Runda                                                                                  | Przeciwniczka                        | Wynik       |
| -------------------------------------------------------------------------------------- | ------------------------------------ | ----------- |
|                                                                                        |                                      |             |
| Letnie Igrzyska Olimpijskie w Paryżu 2024, reprezentując państwo Stany Zjednoczone [2] |                                      |             |
| I runda                                                                                | Australia: Ajla Tomljanović [PR]     | 6:3, 6:0    |
| II runda                                                                               | Argentyna: María Lourdes Carlé [ITF] | 6:1, 6:1    |
| III runda                                                                              | Chorwacja: Donna Vekić [13]          | 6:7(7), 2:6 |

### Gra podwójna
| Runda                                                                              | Partnerka          | Przeciwniczki                            | Wynik          |
| ---------------------------------------------------------------------------------- | ------------------ | ---------------------------------------- | -------------- |
|                                                                                    |                    |                                          |                |
| Letnie Igrzyska Olimpijskie w Paryżu 2024, reprezentując państwo Stany Zjednoczone |                    |                                          |                |
| I runda                                                                            | Jessica Pegula [1] | Australia: Ellen Perez / Daria Saville   | 6:3, 6:1       |
| II runda                                                                           | Jessica Pegula [1] | Czechy: Karolína Muchová / Linda Nosková | 6:2, 4:6, 5–10 |

### Gra mieszana
| Runda                                                                              | Partner          | Przeciwnicy                                        | Wynik             |
| ---------------------------------------------------------------------------------- | ---------------- | -------------------------------------------------- | ----------------- |
|                                                                                    |                  |                                                    |                   |
| Letnie Igrzyska Olimpijskie w Paryżu 2024, reprezentując państwo Stany Zjednoczone |                  |                                                    |                   |
| I runda                                                                            | Taylor Fritz [3] | Argentyna: Nadia Podoroska / Máximo González [Alt] | 6:1, 6:7(6), 10–5 |
| Ćwierćfinał                                                                        | Taylor Fritz [3] | Kanada: Gabriela Dabrowski / Félix Auger-Aliassime | 6:7(2), 6:3, 8–10 |